# Serie A 1965-1966 (rugby a 15)
La serie A 1965-66 fu il 36º campionato nazionale italiano di rugby a 15 di prima divisione.
Si tenne dal 17 ottobre 1965 al 15 maggio 1966 tra 12 squadre nella formula ormai stabilizzata a girone unico, e riprese il nome di serie A dopo cinque stagioni in cui fu chiamato Eccellenza.
Il campionato vide, per la seconda volta consecutiva, la vittoria della Partenope, formazione di Napoli che si impose di nuovo davanti al CUS Roma; a retrocedere, per la prima volta nella sua storia, fu il Treviso, accompagnato dal Frascati.

## Squadre partecipanti
- Amatori Milano (sponsorizzata GBC)
- L’Aquila
- CUS Roma
- Fiamme Oro (Padova)
- Frascati
- Livorno

- Rugby Milano
- Parma
- Partenope
- Petrarca
- Rovigo
- Treviso (sponsorizzata Metalcrom)

## Risultati
|      | 1ª/12ª giornata          |      |
| ---- | ------------------------ | ---- |
| 3-3  | Milano - Fiamme Oro      | 11-0 |
| 3-6  | Frascati - Parma         | 3-17 |
| 6-6  | Livorno - Amatori Milano | 8-11 |
| 6-14 | L'Aquila - Partenope     | 3-34 |
| 11-0 | Petrarca - Rovigo        | 6-19 |
| 14-3 | CUS Roma - Treviso       | 3-0  |
|      |                          |      |

|       | 4ª/15ª giornata         |      |
| ----- | ----------------------- | ---- |
| 11-11 | Amatori Milano - Milano | 3-6  |
| 8-3   | Fiamme Oro - Frascati   | 3-3  |
| 5-3   | Rovigo - L'Aquila       | 8-6  |
| 14-0  | Treviso - Livorno       | 0-15 |
| 3-6   | Parma - Petrarca        | 9-21 |
| 11-9  | Partenope - CUS Roma    | 9-0  |
|       |                         |      |

|       | 7ª/18ª giornata           |      |
| ----- | ------------------------- | ---- |
| 12-13 | Milano - Livorno          | 3-12 |
| 5-8   | Amatori Milano - L'Aquila | 3-16 |
| 6-12  | Fiamme Oro - Partenope    | 9-11 |
| 6-5   | CUS Roma - Parma          | 3-3  |
| 12-9  | Frascati - Petrarca       | 3-9  |
| 9-6   | Rovigo - Treviso          | 0-15 |
|       |                           |      |

|     | 10ª/21ª giornata          |      |
| --- | ------------------------- | ---- |
| 8-5 | Amatori Milano - Frascati | 6-0  |
| 5-0 | CUS Roma - Petrarca       | 11-6 |
| 3-6 | Rovigo - Partenope        | 0-8  |
| 6-6 | Treviso - Milano          | 3-11 |
| 8-3 | Parma - L'Aquila          | 0-14 |
| 5-3 | Livorno - Fiamme Oro      | 6-13 |

|       | 2ª/13ª giornata           |      |
| ----- | ------------------------- | ---- |
| 0-8   | Amatori Milano - Petrarca | 3-12 |
| 11-9  | Fiamme Oro - CUS Roma     | 8-11 |
| 6-8   | Frascati - Partenope      | 0-6  |
| 12-12 | Rovigo - Milano           | 0-0  |
| 9-0   | Treviso - L'Aquila        | 0-9  |
| 16-11 | Parma - Livorno           | 9-22 |
|       |                           |      |

|     | 5ª/16ª giornata             |      |
| --- | --------------------------- | ---- |
| 6-3 | Milano - Partenope          | 3-27 |
| 8-0 | Fiamme Oro - Amatori Milano | 0-3  |
| 6-9 | CUS Roma - Rovigo           | 23-6 |
| 6-6 | Frascati - Livorno          | 0-6  |
| 6-3 | Parma - Treviso             | 3-10 |
| 3-0 | L'Aquila - Petrarca         | 5-6  |
|     |                             |      |

|      | 8ª/19ª giornata         |     |
| ---- | ----------------------- | --- |
| 6-12 | Amatori Milano - Rovigo | 3-6 |
| 12-0 | Petrarca - Treviso      | 3-6 |
| 9-0  | Fiamme Oro - Parma      | 3-8 |
| 14-3 | Frascati - Milano       | 0-6 |
| 0-8  | Livorno - Partenope     | 3-9 |
| 6-3  | CUS Roma - L'Aquila     | 3-3 |
|      |                         |     |

|       | 11ª/22ª giornata         |      |
| ----- | ------------------------ | ---- |
| 16-6  | Amatori Milano - Treviso | 0-3  |
| 15-6  | Petrarca - Livorno       | 3-6  |
| 8-3   | Fiamme Oro - Rovigo      | 16-3 |
| 0-5   | Frascati - CUS Roma      | 3-5  |
| 25-12 | Partenope - Parma        | 9-3  |
| 25-6  | L'Aquila - Milano        | 0-8  |

|       | 3ª/14ª giornata           |       |
| ----- | ------------------------- | ----- |
| 9-14  | Milano - Parma            | 18-27 |
| 6-3   | Petrarca - Fiamme Oro     | 3-6   |
| 12-3  | CUS Roma - Amatori Milano | 9-6   |
| 11-8  | Livorno - Rovigo          | 6-20  |
| 14-3  | L'Aquila - Frascati       | 3-6   |
| 15-13 | Partenope - Treviso       | 3-3   |
|       |                           |       |

|      | 6ª/17ª giornata            |       |
| ---- | -------------------------- | ----- |
| 6-5  | Petrarca - Milano          | 3-6   |
| 9-3  | Rovigo - Parma             | 10-16 |
| 10-3 | Treviso - Frascati         | 0-11  |
| 0-0  | Livorno - CUS Roma         | 3-6   |
| 6-8  | Partenope - Amatori Milano | 6-6   |
| 6-3  | L'Aquila - Fiamme Oro      | 9-0   |
|      |                            |       |

|      | 9ª/20ª giornata        |      |
| ---- | ---------------------- | ---- |
| 3-14 | Milano - CUS Roma      | 9-24 |
| 6-3  | Rovigo - Frascati      | 0-9  |
| 3-3  | Treviso - Fiamme Oro   | 6-12 |
| 0-0  | Parma - Amatori Milano | 0-3  |
| 11-6 | Partenope - Petrarca   | 3-3  |
| 6-3  | L'Aquila - Livorno     | 6-0  |

## Classifica
|               |     | Squadra        | G  | V  | N | P  | PF  | PS  | Pt |
| ------------- | --- | -------------- | -- | -- | - | -- | --- | --- | -- |
|               | 1.  | Partenope      | 22 | 17 | 3 | 2  | 244 | 108 | 37 |
|               | 2.  | CUS Roma       | 22 | 15 | 3 | 4  | 184 | 104 | 33 |
|               | 3.  | Petrarca       | 22 | 11 | 1 | 10 | 154 | 125 | 23 |
|               | 4.  | L’Aquila       | 22 | 11 | 1 | 10 | 151 | 130 | 23 |
|               | 5.  | Rovigo         | 22 | 10 | 2 | 10 | 148 | 183 | 22 |
|               | 6.  | Fiamme Oro     | 22 | 9  | 3 | 10 | 135 | 124 | 21 |
|               | 7.  | Parma          | 22 | 9  | 2 | 11 | 168 | 200 | 20 |
|               | 8.  | Livorno        | 22 | 8  | 3 | 11 | 148 | 174 | 19 |
|               | 9.  | Rugby Milano   | 22 | 7  | 5 | 10 | 157 | 220 | 19 |
|               | 10. | Amatori Milano | 22 | 7  | 4 | 11 | 110 | 148 | 18 |
| Retrocessione | 11. | Treviso        | 22 | 7  | 3 | 12 | 119 | 154 | 17 |
| Retrocessione | 12. | Frascati       | 22 | 5  | 2 | 15 | 96  | 144 | 11 |

## Verdetti
- Partenope: campione d'Italia
- Treviso, Frascati : retrocesse in serie B